# Championnat d'Albanie de football 2015-2016
Navigation
Édition précédente Édition suivante
La saison 2015-2016 de Kategoria Superiore (ou Super Ligue Albanaise) est la 77e édition du championnat d'Albanie de football et la seizième saison sous son nom actuel. Les dix meilleurs clubs du pays sont regroupés au sein d'une poule unique où ils affrontent quatre fois leurs adversaires. En fin de saison, les deux derniers du classement sont relégués et remplacés par les deux meilleurs clubs de Kategoria e parë, la deuxième division albanaise.
C'est le KF Skënderbeu Korçë, double tenant du titre, qui remporte à nouveau la compétition cette saison après avoir terminé en tête du classement final, avec cinq points d'avance sur le FK Partizani Tirana. Il s'agit du septième titre de champion d'Albanie de l'histoire du club, le sixième consécutif.
La Fédération albanaise suspend ce titre en 2017 pour une affaire de matchs truqués et le laisse vacant.

## Participants
| \| Flamurtari Kukësi Laçi Partizani · Tirana Skënderbeu Teuta Vllaznia Pukë Ballshi \| Localisation des clubs engagés dans le championnat. |
| Flamurtari Kukësi Laçi Partizani · Tirana Skënderbeu Teuta Vllaznia Pukë Ballshi                                                           |

- KF Skënderbeu Korçë
- FK Kukësi
- KF Laçi
- KS Teuta Durrës
- FK Partizani Tirana
- KF Tirana
- KS Flamurtari Vlorë
- KF Vllaznia Shkodër
- KF Tërbuni Pukë - Promu de D2
- KS Bylis Ballshi - Promu de D2

## Compétition

### Classement
Le classement est établi sur le barème de points classique (victoire à 3 points, match nul à 1, défaite à 0). Pour départager les égalités, on tient d'abord compte de la différence de buts générale, puis du nombre de buts marqués, puis des confrontations directes et enfin si la qualification ou la relégation est en jeu, les deux équipes jouent une rencontre d'appui sur terrain neutre.
À la suite d'une affaire de matchs truqués, le KF Skënderbeu Korçë est suspendu par l'UEFA de compétitions européennes pour la saison 2016-2017 ; la Fédération albanaise suspend son titre en 2017 et le laisse vacant.
| Rang | Équipe                 | Pts | J  | G  | N  | P  | Bp | Bc | Diff |
| ---- | ---------------------- | --- | -- | -- | -- | -- | -- | -- | ---- |
| 1    | KF Skënderbeu KorçëT   | 79  | 36 | 25 | 4  | 7  | 73 | 27 | +46  |
| 2    | FK Partizani Tirana    | 74  | 36 | 21 | 11 | 4  | 51 | 21 | +30  |
| 3    | FK KukësiC             | 63  | 36 | 18 | 9  | 9  | 41 | 25 | +16  |
| 4    | KS Teuta Durrës        | 63  | 36 | 18 | 9  | 9  | 43 | 28 | +15  |
| 5    | KF Tirana              | 53  | 36 | 13 | 14 | 9  | 37 | 25 | +12  |
| 6    | KF Vllaznia Shkodër    | 39  | 36 | 11 | 6  | 19 | 36 | 42 | -6   |
| 7    | KF Laçi                | 36  | 36 | 8  | 12 | 16 | 30 | 48 | -18  |
| 8    | KS Flamurtari Vlorë -3 | 35  | 36 | 9  | 11 | 16 | 34 | 44 | -10  |
| 9    | KS Bylis BallshiP      | 32  | 36 | 8  | 8  | 20 | 27 | 53 | -26  |
| 10   | KF Tërbuni PukëP       | 18  | 36 | 4  | 6  | 26 | 22 | 81 | -59  |

|  | Qualification pour la Ligue des champions de l'UEFA 2016-2017           |
|  | Qualification pour la Ligue Europa 2016-2017                            |
|  | Relégation directe en deuxième division                                 |
|  | T : Tenant du titre C : Vainqueur de la Coupe d'Albanie P : Promu de D2 |

### Résultats
| Résultats (▼dom., ►ext.) | BYL | FLA | KUK | LAÇ | PAR | SKË | TËR | TEU | TIR | VLL | BYL | FLA | KUK | LAÇ | PAR | SKË | TËR | TEU | TIR | VLL |
| KS Bylis Ballshi         |     | 2-3 | 1-1 | 1-0 | 1-2 | 1-4 | 0-2 | 2-1 | 0-1 | 3-1 |     | 0-0 | 0-2 | 1-0 | 0-2 | 1-1 | 4-0 | 0-1 | 0-0 | 0-1 |
| KS Flamurtari Vlorë      | 0-0 |     | 0-1 | 0-0 | 0-0 | 3-1 | 7-0 | 0-1 | 0-2 | 2-0 | 0-0 |     | 0-1 | 0-1 | 1-1 | 0-2 | 1-1 | 1-0 | 2-1 | 2-0 |
| FK Kukësi                | 2-0 | 1-0 |     | 1-0 | 0-1 | 2-1 | 1-0 | 3-0 | 0-1 | 1-0 | 3-0 | 4-0 |     | 1-0 | 0-1 | 1-0 | 1-0 | 2-2 | 2-1 | 0-0 |
| KF Laçi                  | 3-1 | 2-1 | 1-1 |     | 2-3 | 0-3 | 4-0 | 2-2 | 1-1 | 2-0 | 0-1 | 1-2 | 1-1 |     | 0-0 | 0-2 | 0-0 | 1-2 | 0-3 | 3-2 |
| FK Partizani Tirana      | 1-1 | 2-1 | 2-0 | 1-1 |     | 2-1 | 4-0 | 0-1 | 1-0 | 1-0 | 1-2 | 1-1 | 1-0 | 2-0 |     | 1-1 | 4-0 | 1-2 | 2-0 | 3-0 |
| KF Skënderbeu Korçë      | 4-0 | 2-0 | 1-0 | 4-0 | 1-0 |     | 4-0 | 2-2 | 2-1 | 3-1 | 3-0 | 5-1 | 3-1 | 6-1 | 0-1 |     | 2-3 | 1-0 | 1-0 | 2-1 |
| KF Tërbuni Pukë          | 4-2 | 1-0 | 1-1 | 1-1 | 1-2 | 0-2 |     | 0-1 | 1-2 | 0-3 | 0-1 | 0-2 | 1-2 | 1-1 | 0-0 | 1-3 |     | 1-4 | 1-3 | 0-4 |
| KS Teuta Durrës          | 3-0 | 3-1 | 1-0 | 0-1 | 0-1 | 0-1 | 3-1 |     | 0-0 | 2-0 | 1-0 | 1-1 | 0-0 | 3-0 | 0-2 | 1-1 | 2-1 |     | 0-0 | 1-0 |
| KF Tirana                | 0-0 | 1-1 | 2-1 | 0-0 | 0-0 | 1-2 | 3-0 | 2-0 |     | 0-0 | 2-0 | 0-0 | 1-1 | 1-0 | 2-2 | 0-1 | 3-0 | 0-0 |     | 1-0 |
| KF Vllaznia Shkodër      | 3-2 | 4-0 | 1-1 | 0-1 | 1-2 | 0-1 | 2-0 | 0-1 | 1-1 |     | 1-0 | 2-1 | 1-2 | 0-0 | 1-1 | 1-0 | 2-0 | 0-2 | 3-1 |     |

## Bilan de la saison
| Championnat d'Albanie de football 2015-2016 |                                |
| Champion                                    | KF Skënderbeu Korçë (7e titre) |
| Coupes et trophées                          |                                |
| Vainqueur de la Coupe d'Albanie 2015-2016   | FK Kukësi                      |
| Qualifications continentales                |                                |
| Ligue des champions 2016-2017               | KF Skënderbeu Korçë            |
| Ligue Europa 2016-2017                      | FK Partizani Tirana            |
| Ligue Europa 2016-2017                      | FK Kukësi                      |
| Ligue Europa 2016-2017                      | KS Teuta Durrës                |
| Promotions et relégations                   |                                |
| Promus en Kategoria Superiore               | Korabi Peshkopi                |
| Promus en Kategoria Superiore               | KS Luftëtari Gjirokastër       |
| Relégués en Kategoria e parë                | KF Tërbuni Pukë                |
| Relégués en Kategoria e parë                | KS Bylis Ballshi               |